# Марция (съпруга на Катон Млади)
Вижте пояснителната страница за други личности с името Марция.
Марция (на латински: Marcia) е втората съпруга на Марк Порций Катон Утически (Катон Млади) и дъщеря на Луций Марий Филип.
През 53 пр.н.е. Квинт Хортензий убеждава Катон Млади да му даде „назаем“ жената си Марция. Катон, който е привърженик на аргументите на „стоицизма“ (Stoa), се развежда наистина с нея, за да помогне на Хортензий да има наследник. Когато Хортензий умира през 50 пр.н.е. без да получи дете от Марция, тя се връща обратно през 49 пр.н.е. при Катон.